# CD Coco Ricóó
Der Clube Desportivo Coco Ricóó da Beira, häufig als CD Coco Ricóó abgekürzt, ist ein mosambikanischer Frauenfußballverein mit Sitz im Stadtteil Chingussura in Beira. Die erste Mannschaft des Vereins spielt im Campeonato Nacional de Futebol Feminino de Moçambique, der höchsten Spielklasse im mosambikanischen Frauenfußball. Dort ist der Verein Rekordsieger mit drei Meistertiteln.

## Geschichte
Der Clube Desportivo Coco Ricóó da Beira wurde im Jahr 2009 gegründet. Im Jahr 2013 erreichte der Verein den zweiten Platz in der Liga und verpasste nur knapp den mosambikanischen Meistertitel, wobei lediglich zwei Punkte fehlten, um União Desportivo de Lichinga zu überholen. Ein Jahr später, im Jahr 2014, sicherte sich der Verein erstmals den Meistertitel. Diesen Erfolg konnte Coco Ricóóó 2016 und 2018 wiederholen. In den Jahren 2017, 2019 und 2022 belegte der Verein den zweiten Platz in der Liga.
In der Saison 2022/23 erreichte der Verein in seiner Gruppe den dritten Platz, vor dem FC Academia Pemba und hinter Ferroviário Lichinga, Matchedje Chimoio und Cocorico Wampula. In den letzten Jahren gelang es dem Club Desportivo Coco Ricóó da Beira nicht, sich für die Meisterschaftsplayoffs zu qualifizieren.

## Titel
- Mosambikanischer Meister: 2014, 2016, 2018[5]
- Mosambikanischer Vizemeister: 2013, 2017, 2019, 2022